# Finale del campionato europeo maschile di calcio 2008
La finale del campionato europeo di calcio 2008 si tenne il 29 giugno 2008 allo stadio Ernst Happel di Vienna, in Austria, tra le nazionali di Germania e Spagna. A vincere fu la nazionale spagnola, che si aggiudicò il suo secondo titolo europeo grazie ad un gol di Fernando Torres.

## Le squadre
| Squadra  | Finali disputate in precedenza (il grassetto indica la vittoria) |
| -------- | ---------------------------------------------------------------- |
| Germania | 5 (1972, 1976, 1980, 1992, 1996)                                 |
| Spagna   | 2 (1964, 1984)                                                   |

## Cammino verso la finale
Facenti ambedue parte della terza fascia in sede di sorteggio, Germania e Spagna esordirono entrambe con una vittoria ai danni di Polonia e Russia; gli iberici trovarono nel secondo incontro a spese della Svezia la qualificazione, un verdetto che i teutonici dovettero rimandare all'ultimo turno per via di una sconfitta con la Croazia.
Trascinata dal capitano Ballack, la Mannschaft colse un successo determinante sui rivali austriaci in un clima arroventato dall'espulsione di entrambi i commissari tecnici: pur imbottite di riserve, le Furie Rosse concludevano a punteggio pieno il loro girone battendo una Grecia detentrice del titolo europeo.
L'abbinamento per i quarti di finale designò i tedeschi come avversario del Portogallo, sconfitto per 3-2 in una combattuta gara; agli uomini di Luis Aragonés fu invece necessario il ricorso ai tiri dal dischetto per avere ragione dell'Italia, in quel momento campione del mondo.
Alla formazione di Joachim Löw toccava quindi la Turchia in semifinale, regolata sempre con minimo scarto: gli spagnoli affrontarono invece nuovamente i summenzionati russi, infliggendo a questi 3 ulteriori gol.

### Tabella riassuntiva del percorso
Note: In ogni risultato sottostante, il punteggio della finalista è menzionato per primo.
| Pos. | Squadra  | Pt | G | V | N | P | GF | GS | DR |
| ---- | -------- | -- | - | - | - | - | -- | -- | -- |
| 1.   | Croazia  | 9  | 3 | 3 | 0 | 0 | 4  | 1  | +3 |
| 2.   | Germania | 6  | 3 | 2 | 0 | 1 | 4  | 2  | +2 |
| 3.   | Austria  | 1  | 3 | 0 | 1 | 2 | 1  | 3  | -2 |
| 4.   | Polonia  | 1  | 3 | 0 | 1 | 2 | 1  | 4  | -3 |

| Pos. | Squadra | Pt | G | V | N | P | GF | GS | DR |
| ---- | ------- | -- | - | - | - | - | -- | -- | -- |
| 1.   | Spagna  | 9  | 3 | 3 | 0 | 0 | 8  | 3  | +5 |
| 2.   | Russia  | 6  | 3 | 2 | 0 | 1 | 4  | 4  | 0  |
| 3.   | Svezia  | 3  | 3 | 1 | 0 | 2 | 3  | 4  | -1 |
| 4.   | Grecia  | 0  | 3 | 0 | 0 | 3 | 1  | 5  | -4 |

## Descrizione della partita

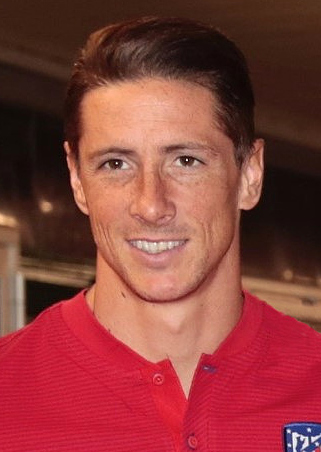
Fernando Torres, MVP della finale e autore del gol decisivo.

Priva per infortunio del suo cannoniere David Villa, la Spagna partì con qualche incertezza della quale provò ad approfittare la Germania: nonostante la spinta sulle fasce del terzino Lahm e dell'ala Podolski a innescare la punta centrale Klose, i teutonici non capitalizzarono le occasioni create anche per il gioco d'anticipo praticato dalla retroguardia iberica.
Attorno al quarto d'ora la Roja si segnalò per una prima minaccia con l'inserimento di Iniesta e un suo filtrante controllato con apprensione da Mertesacker e Lehmann, centrando quindi un palo al 23' con Fernando Torres a incornare un traversone di Sergio Ramos.
L'episodio decisivo si consumò al 33' quando su un preciso lancio di Fàbregas l'attaccante scattò in velocità, cogliendo impreparati Lahm e l'estremo difensore per insaccare il pallone in rete; pochi minuti dopo Silva sprecò un'altra opportunità colpendo malamente al volo un cross di Iniesta, preludio alle nuove palle-gol mancate delle Furie Rosse nel corso della ripresa.
Un solo acuto per i tedeschi era rappresentato, al 60', dal tiro di Ballack che sfiorava il palo: al 67' Ramos falliva nel raddoppio vedendo il suo colpo di testa respinto da Lehmann, mentre una conclusione di Iniesta chiamava Frings a ribattere la sfera sulla linea di porta.
A regalare un ultimo brivido l'interessante sponda compiuta dal neoentrato Güiza in favore di Silva, giunto tuttavia sul pallone con un attimo di ritardo; gestito il possesso-palla tra gli applausi del pubblico, gli uomini di Aragonés concludevano vittoriosamente l'incontro festeggiando così un trofeo assente dal 1964.

## Tabellino
| Arbitro: | Rosetti |

|  |           |            |
|  | Marcatori | 33’ Torres |

| Germania | Spagna |

| Germania (4-2-3-1) |    |                        |     |     |
|                    |    |                        |     |     |
| P                  | 1  | Jens Lehmann           |     |     |
| D                  | 3  | Arne Friedrich         |     |     |
| D                  | 17 | Per Mertesacker        |     |     |
| D                  | 21 | Christoph Metzelder    |     |     |
| D                  | 16 | Philipp Lahm           |     | 46’ |
| C                  | 8  | Torsten Frings         |     |     |
| C                  | 15 | Thomas Hitzlsperger    |     | 58’ |
| C                  | 7  | Bastian Schweinsteiger |     |     |
| C                  | 13 | Michael Ballack        | 43’ |     |
| C                  | 20 | Lukas Podolski         |     |     |
| A                  | 11 | Miroslav Klose         |     | 79’ |
| Sostituzioni:      |    |                        |     |     |
| D                  | 12 | Marcell Jansen         |     | 46’ |
| A                  | 22 | Kevin Kurányi          | 88’ | 58’ |
| A                  | 9  | Mario Gómez            |     | 79’ |
| CT:                |    |                        |     |     |
| Joachim Löw        |    |                        |     |     |

| Spagna (4-1-4-1) |    |                  |     |     |
|                  |    |                  |     |     |
| P                | 1  | Iker Casillas    | 43’ |     |
| D                | 15 | Sergio Ramos     |     |     |
| D                | 4  | Carlos Marchena  |     |     |
| D                | 5  | Carles Puyol     |     |     |
| D                | 11 | Joan Capdevila   |     |     |
| C                | 19 | Marcos Senna     |     |     |
| C                | 6  | Andrés Iniesta   |     |     |
| C                | 8  | Xavi             |     |     |
| C                | 10 | Cesc Fàbregas    |     | 63’ |
| C                | 21 | David Silva      |     | 66’ |
| A                | 9  | Fernando Torres  | 74’ | 78’ |
| Sostituzioni:    |    |                  |     |     |
| C                | 14 | Xabi Alonso      |     | 63’ |
| C                | 12 | Santiago Cazorla |     | 66’ |
| A                | 17 | Daniel Güiza     |     | 78’ |
| CT:              |    |                  |     |     |
| Luis Aragonés    |    |                  |     |     |

| Uomo partita Fernando Torres Assistenti arbitrali Alessandro Griselli (Italia) Paolo Calcagno (Italia) Quarto uomo Peter Fröjdfeldt (Svezia) Arbitro di riserva Stefan Wittberg (Svezia) |

## Statistiche
| Totale            | Germania | Spagna |
| ----------------- | -------- | ------ |
| Goal segnati      | 0        | 1      |
| Tiri totali       | 4        | 13     |
| Tiri in porta     | 1        | 7      |
| Possesso          | 52%      | 48%    |
| Calci d'angolo    | 4        | 7      |
| Falli commessi    | 22       | 19     |
| Fuorigioco        | 5        | 4      |
| Cartellini gialli | 2        | 2      |
| Cartellini rossi  | 0        | 0      |